# Kwabs
Kwabena Sarkodee Adjepong được biết đến nhiều bởi cái tên  Kwabs (sinh 24 tháng 4 năm 1990) là một ca sĩ, nhạc sĩ người Anh gốc Ghana. Anh được biết đến rất nhiều sau khi ra mắt bản hit quốc tế, "Walk".